# Pasar Muaradua
Pasar Muaradua is een bestuurslaag in het regentschap Ogan Komering Ulu Selatan van de provincie Zuid-Sumatra, Indonesië. Pasar Muaradua telt 12.939 inwoners (volkstelling 2010).